# Bassi, Burkina Faso
Bassi là một tổng thuộc Zondoma (tỉnh) ở phía tây Burkina Faso. Dân số năm 2006 là 23.234 người. Thủ phủ là thị xã Bassi.

## Các thị xã và làng xã
Guiri-Guiri, Keneko, Kera, Kera–Doure, Lintiba, Ouettigue, Pella, Rondolga, Sapela, Saye, Sompela, Songodin, Sorogo, Tougouya–Koko e Tourgo Silmi Mossi.